# 一条房経
一条 房経（いちじょう ふさつね、1347年 - 1366年）は一条家6代目当主。1358年は従五位下、従四位上、右近衛少将、左近衛中将。1359年は正四位下、従三位、播磨介。1360年は正三位。1361年は権中納言。1362年は権大納言。1363年は従二位。父は一条家5代目当主の一条経通。